# 포 그린 필즈
포 그린 필즈(영어: Four Green Fields)는 북아일랜드 싱어송라이터인 토미 메이컴이 더 클랜시 브라더스 멤버 시절이던 1968년에 발표한 아일랜드의 현대 포크송이다. 아일랜드의 민족 감정을 자극하는 내용이다.

## 배경
아일랜드인들은 대부분 로마 가톨릭을 믿으며, 가톨릭의 상징색은 초록색(그린)이다. 그러나 아일랜드를 지배한 잉글랜드인들은 아일랜드인들에게 성공회를 강요하였고, 성공회를 아일랜드의 국교로 지정하기까지 하였으며(1876년 국교 지정이 해제되었다), 북아일랜드 지역에 성공회를 믿는 잉글랜드인과 장로교를 믿는 스코틀랜드인들을 이주시켜 이 곳에서 개신교의 교세를 넓히고자 하였다. 스코틀랜드 프리미어십의 셀틱과 레인저스의 올드 펌 더비도 이와 관련이 있다.
이 곡을 지은 토미 메이컴은 북아일랜드 사람이지만 다른 클랜시 브라더스 멤버(아일랜드 자유국, 현 아일랜드 공화국 태생)들처럼 가톨릭을 믿었다. 이 곡의 제목인 '포 그린 필즈'는 아일랜드를 구성하는 네 지방인 얼스터, 먼스터, 레인스터, 코노트를 뜻한다. '그린 필즈' 란, 아일랜드 섬을 뒤덮고 있는 푸른 풀밭을 뜻한다. 또한, 가톨릭과 가톨릭 상징색인 초록색으로 대표되는 아일랜드인의 정체성을 뜻한다고 볼 수도 있을 것이다.